# October Tide
October Tide é uma banda de doom/death metal melódico da Suécia, originalmente formada em 1995 por alguns membros da banda Katatonia.
Suas letras tem uma temática que envolve tristeza, melancolia e dor. Com um álbum já lançado, ela encerrou suas atividades após lançar o seu segundo CD, intitulado Rain Without End, em 1999.
Jonas Renske fez sua última performance como vocalista gutural no álbum Rain Without End. O álbum foi gravado em 1995, embora só tenha sido lançado em 1997.
Depois de sair do Katatonia, Norrman reformou a banda, porém sem Jonas nos vocais. Lançou em 2010 o álbum A Thin Shell. Em 2013, lança o álbum Tunnel of No Light.

## Membros
- Marten Hansen - vocais - (ex-Votur, A Canorous Quintet, Sins of Omission)
- Fred Norrman - guitarra, baixo - (Katatonia, Uncanny, Fulmination)
- Jonas Renkse - guitarra, bateria, vocal - (Katatonia, Bloodbath)

## Álbuns
- Rain Without End - 1997
- Grey Dawn - 1998
- In Decay We Trust - 1999 - participação especial com a faixa "Ephemeral".
- A Thin Shell - 2010
- Tunnel of No Light - 2013
- Winged Waltz - 2016